# Open Sud de France 2015
Open Sud de France 2015 — тенісний турнір, що проходив на кортах з твердим покриттям у місті Монпельє, Франція з 2 лютого. Належав до категорії ATP World Tour 250.

## Фінальна частина

### Одиночний розряд
Рішар Гаске —  Єжи Янович 3–0 ret.

### Парний розряд
Маркус Даніелл /  Артем Сітак —  Домінік Інглот /  Флорін Мерджа 3–6, 6–4, [16–14]